# Trois Jours de La Panne 2015
La 39e édition des Trois Jours de La Panne (en néerlandais : Driedaagse van De Panne-Koksijde) a eu lieu du 31 mars au 2 avril 2015. La course fait partie du calendrier UCI Europe Tour 2015 en catégorie 2.HC.
Elle a été remportée par le Norvégien Alexander Kristoff (Katusha), vainqueur des première, deuxième et troisième a étapes, qui s'impose respectivement de vingt-trois et quarante-deux secondes devant le Belge Stijn Devolder (Trek Factory Racing) et le Britannique Bradley Wiggins (Sky), lauréat du contre-la-montre final.
Kristoff remporte le classement par points, le Belge Jarl Salomein (Topsport Vlaanderen-Baloise) celui de la montagne et le Néerlandais Michael Vingerling (3M) celui des rushs. La formation belge Lotto-Soudal termine meilleure équipe et l'Italien Mattia Pozzo (Nippo-Vini Fantini) finit coureur le plus combatif.

## Présentation

### Parcours

Cartographie
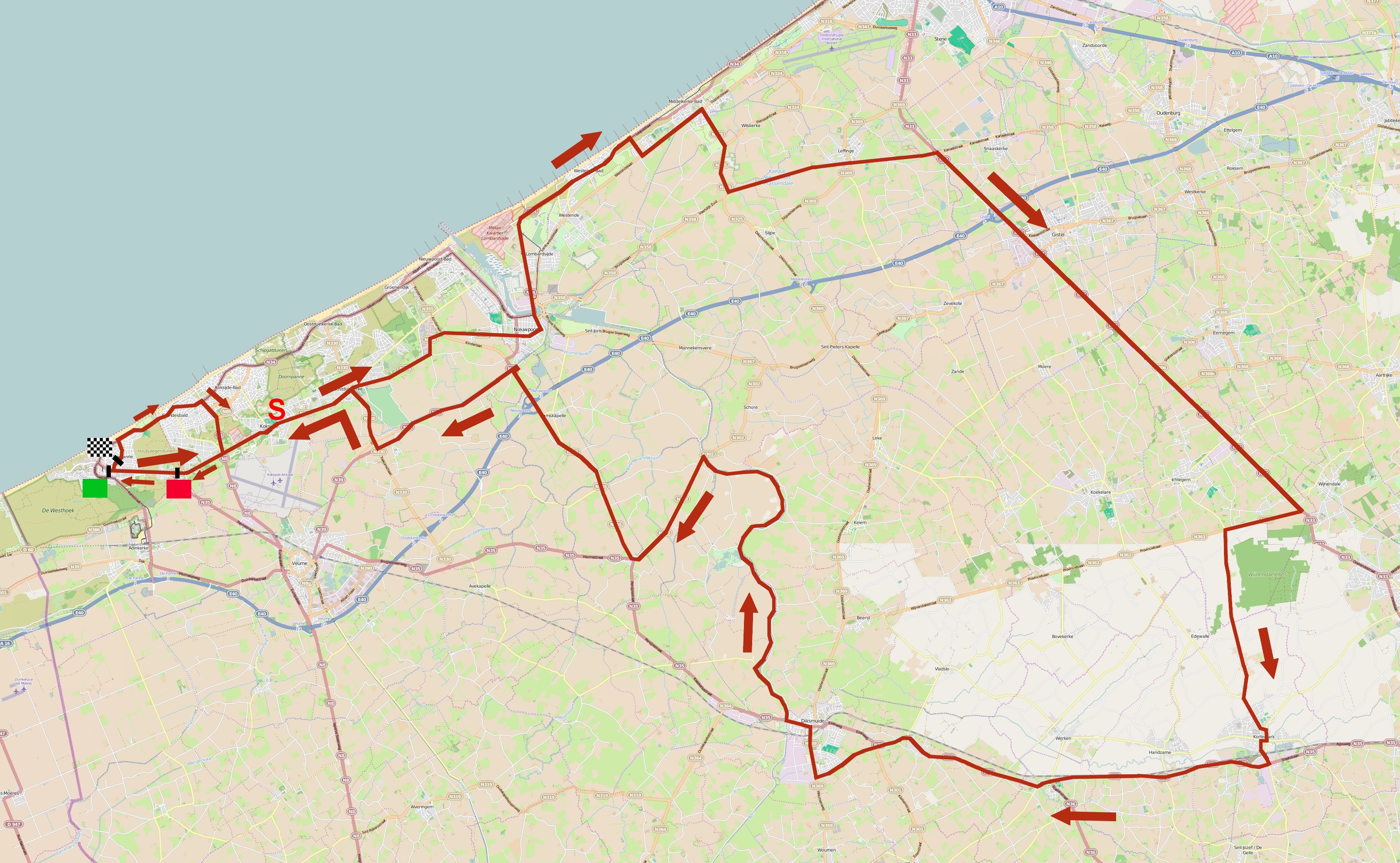
3ea étape.
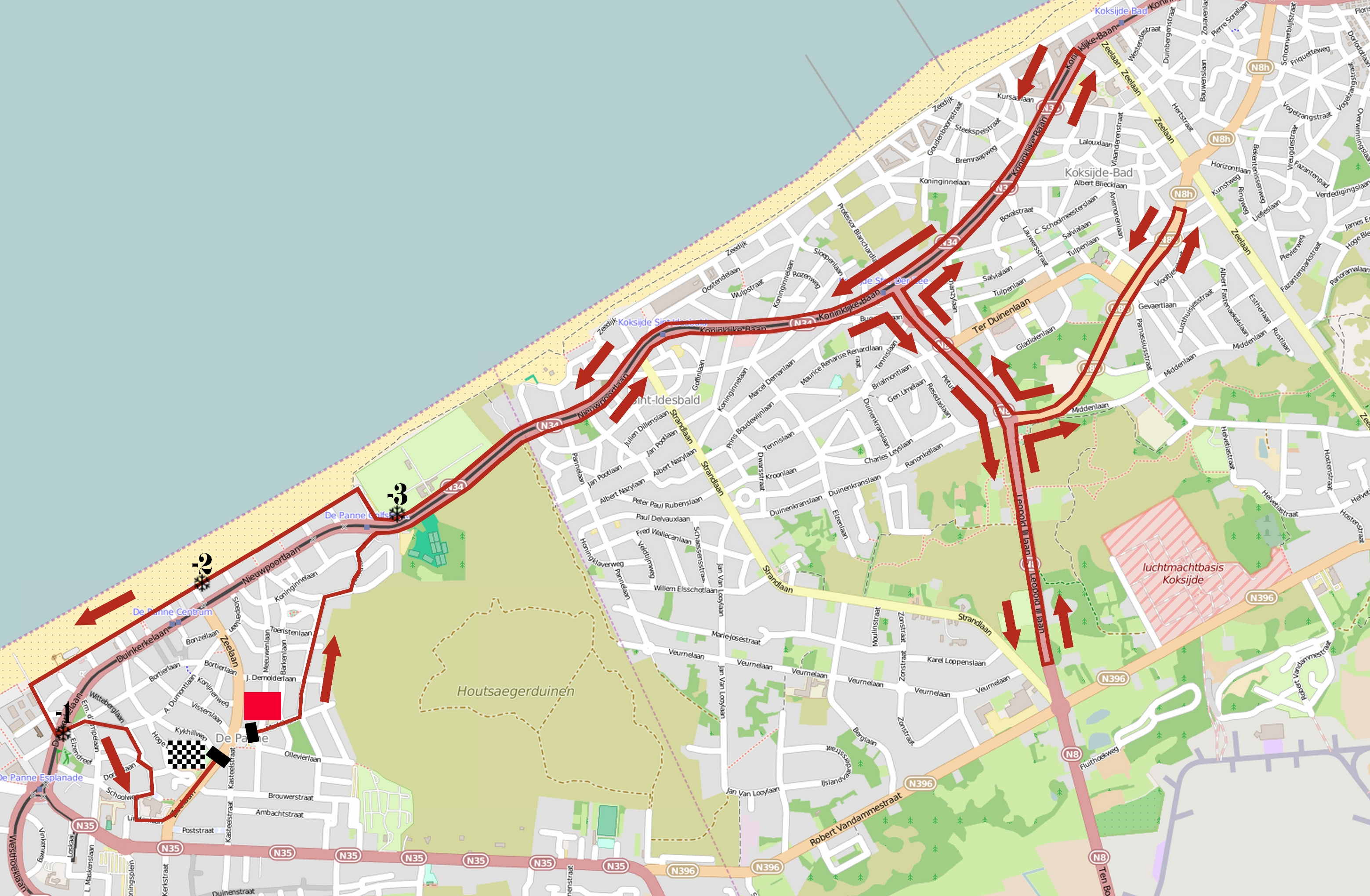
3eb étape.

### Équipes
Classés en catégorie 2.HC de l'UCI Europe Tour, les Trois Jours de La Panne sont par conséquent ouverts aux WorldTeams dans la limite de 70 % des équipes participantes, aux équipes continentales professionnelles, aux équipes continentales belges et à une équipe nationale belge.
Vingt-cinq équipes participent à ces Trois Jours de La Panne - onze WorldTeams, onze équipes continentales professionnelles et trois équipes continentales :
| UCI WorldTeams      | UCI WorldTeams | UCI WorldTeams |
| Nom de l'équipe     | Pays           | Code           |
| ------------------- | -------------- | -------------- |
| Astana              | Kazakhstan     | AST            |
| BMC Racing          | États-Unis     | BMC            |
| Etixx-Quick Step    | Belgique       | EQS            |
| FDJ                 | France         | FDJ            |
| Katusha             | Russie         | KAT            |
| Lampre-Merida       | Italie         | LAM            |
| Lotto-Soudal        | Belgique       | LTS            |
| Movistar            | Espagne        | MOV            |
| Orica-GreenEDGE     | Australie      | OGE            |
| Sky                 | Royaume-Uni    | SKY            |
| Trek Factory Racing | États-Unis     | TFR            |

| Équipes continentales professionnelles | Équipes continentales professionnelles | Équipes continentales professionnelles |
| Nom de l'équipe                        | Pays                                   | Code                                   |
| -------------------------------------- | -------------------------------------- | -------------------------------------- |
| Androni Giocattoli                     | Italie                                 | AND                                    |
| Bardiani CSF                           | Italie                                 | BAR                                    |
| Bora-Argon 18                          | Allemagne                              | BOA                                    |
| Cult Energy                            | Danemark                               | CLT                                    |
| Europcar                               | France                                 | EUC                                    |
| MTN-Qhubeka                            | Afrique du Sud                         | MTN                                    |
| Nippo-Vini Fantini                     | Italie                                 | NIP                                    |
| Roompot Oranje Peloton                 | Pays-Bas                               | ROP                                    |
| Southeast                              | Italie                                 | STH                                    |
| Topsport Vlaanderen-Baloise            | Belgique                               | TSV                                    |
| Wanty-Groupe Gobert                    | Belgique                               | WGG                                    |

| Équipes continentales         | Équipes continentales | Équipes continentales |
| Nom de l'équipe               | Pays                  | Code                  |
| ----------------------------- | --------------------- | --------------------- |
| 3M                            | Belgique              | MMM                   |
| Vastgoedservice-Golden Palace | Belgique              | VGS                   |
| Wallonie-Bruxelles            | Belgique              | WBC                   |

### Règlement de la course

#### Primes
Les vingt prix sont attribués suivant le barème de l'UCI,. Le total général des prix distribués est de 30 278 €.
| Position           | 1er     | 2e      | 3e      | 4e    | 5e    | 6e    | 7e    | 8e    | 9e    | 10e à 20e |
| Classement général | 6 040 € | 3 040 € | 1 510 € | 757 € | 606 € | 455 € | 455 € | 302 € | 302 € | 152 €     |
| Par étape          | 3 615 € | 1 805 € | 905 €   | 455 € | 365 € | 269 € | 269 € | 180 € | 180 € | 92 €      |
| Par demi-étape     | 2 425 € | 1 235 € | 605 €   | 302 € | 241 € | 186 € | 186 € | 122 € | 122 € | 60 €      |

## Étapes
Cette édition des Trois Jours de La Panne est constituée de quatre étapes réparties sur trois jours pour un total de 541,8 kilomètres à parcourir.
| Étape     | Date      | Villes étapes       |                             | Distance (km) | Vainqueur d’étape  | Leader du classement général |
| --------- | --------- | ------------------- | --------------------------- | ------------- | ------------------ | ---------------------------- |
| 1re étape | 31 mars   | La Panne - Zottegem | Étape vallonnée             | 189,1         | Alexander Kristoff | Alexander Kristoff           |
| 2e étape  | 1er avril | Zottegem - Coxyde   | Étape de plaine             | 217,2         | Alexander Kristoff | Alexander Kristoff           |
| 3ea étape | 2 avril   | La Panne - La Panne | Étape de plaine             | 111,4         | Alexander Kristoff | Alexander Kristoff           |
| 3eb étape | 2 avril   | La Panne - La Panne | Contre-la-montre individuel | 14,2          | Bradley Wiggins    | Alexander Kristoff           |

## Déroulement de la course

### 1reétape
| Classement de l'étape | Classement de l'étape | Classement de l'étape | Classement de l'étape | Classement de l'étape |
|                       | Coureur               | Pays                  | Équipe                | Temps                 |
| --------------------- | --------------------- | --------------------- | --------------------- | --------------------- |
| 1er                   | Alexander Kristoff    | Norvège               | Katusha               | en 3 h 59 min 31 s    |
| 2e                    | Jens Debusschere      | Belgique              | Lotto-Soudal          | + 0 s                 |
| 3e                    | Stijn Devolder        | Belgique              | Trek Factory Racing   | + 0 s                 |
| 4e                    | Sean De Bie           | Belgique              | Lotto-Soudal          | + 0 s                 |
| 5e                    | Lars Bak              | Danemark              | Lotto-Soudal          | + 0 s                 |
| 6e                    | Sven Erik Bystrøm     | Norvège               | Katusha               | + 6 s                 |
| 7e                    | Stefan Küng           | Suisse                | BMC Racing            | + 32 s                |
| 8e                    | Arnaud Démare         | France                | FDJ                   | + 34 s                |
| 9e                    | Sacha Modolo          | Italie                | Lampre-Merida         | + 34 s                |
| 10e                   | Kristian Sbaragli     | Italie                | MTN-Qhubeka           | + 34 s                |
| modifier              |                       |                       |                       |                       |

| Classement général | Classement général | Classement général | Classement général  | Classement général |
|                    | Coureur            | Pays               | Équipe              | Temps              |
| ------------------ | ------------------ | ------------------ | ------------------- | ------------------ |
| 1er                | Alexander Kristoff | Norvège            | Katusha             | en 3 h 59 min 21 s |
| 2e                 | Jens Debusschere   | Belgique           | Lotto-Soudal        | + 2 s              |
| 3e                 | Stijn Devolder     | Belgique           | Trek Factory Racing | + 6 s              |
| 4e                 | Lars Bak           | Danemark           | Lotto-Soudal        | + 7 s              |
| 5e                 | Sean De Bie        | Belgique           | Lotto-Soudal        | + 10 s             |
| 6e                 | Sven Erik Bystrøm  | Norvège            | Katusha             | + 16 s             |
| 7e                 | Stefan Küng        | Suisse             | BMC Racing          | + 42 s             |
| 8e                 | Arnaud Démare      | France             | FDJ                 | + 44 s             |
| 9e                 | Sacha Modolo       | Italie             | Lampre-Merida       | + 44 s             |
| 10e                | Kristian Sbaragli  | Italie             | MTN-Qhubeka         | + 44 s             |
| modifier           |                    |                    |                     |                    |

### 2eétape
| Classement de l'étape | Classement de l'étape | Classement de l'étape | Classement de l'étape  | Classement de l'étape |
|                       | Coureur               | Pays                  | Équipe                 | Temps                 |
| --------------------- | --------------------- | --------------------- | ---------------------- | --------------------- |
| 1er                   | Alexander Kristoff    | Norvège               | Katusha                | en 5 h 33 min 32 s    |
| 2e                    | Elia Viviani          | Italie                | Sky                    | m.t                   |
| 3e                    | Shane Archbold        | Nouvelle-Zélande      | Bora-Argon 18          | m.t                   |
| 4e                    | Antoine Demoitié      | Belgique              | Wallonie-Bruxelles     | m.t                   |
| 5e                    | Sacha Modolo          | Italie                | Lampre-Merida          | m.t                   |
| 6e                    | Kristian Sbaragli     | Italie                | MTN-Qhubeka            | m.t                   |
| 7e                    | Raymond Kreder        | Pays-Bas              | Roompot Oranje Peloton | m.t                   |
| 8e                    | Mark Renshaw          | Australie             | Etixx-Quick Step       | m.t                   |
| 9e                    | Magnus Cort Nielsen   | Danemark              | Orica-GreenEDGE        | m.t                   |
| 10e                   | Rafael Andriato       | Brésil                | Southeast              | m.t                   |
| modifier              |                       |                       |                        |                       |

| Classement général | Classement général | Classement général | Classement général            | Classement général |
|                    | Coureur            | Pays               | Équipe                        | Temps              |
| ------------------ | ------------------ | ------------------ | ----------------------------- | ------------------ |
| 1er                | Alexander Kristoff | Norvège            | Katusha                       | en 9 h 32 min 43 s |
| 2e                 | Stijn Devolder     | Belgique           | Trek Factory Racing           | + 16 s             |
| 3e                 | Lars Bak           | Danemark           | Lotto-Soudal                  | + 17 s             |
| 4e                 | Sean De Bie        | Belgique           | Lotto-Soudal                  | + 20 s             |
| 5e                 | Sven Erik Bystrøm  | Norvège            | Katusha                       | + 26 s             |
| 6e                 | Elia Viviani       | Italie             | Sky                           | + 48 s             |
| 7e                 | Gerry Druyts       | Belgique           | Vastgoedservice-Golden Palace | + 50 s             |
| 8e                 | Stefan Küng        | Suisse             | BMC Racing                    | + 52 s             |
| 9e                 | Sacha Modolo       | Italie             | Lampre-Merida                 | + 54 s             |
| 10e                | Kristian Sbaragli  | Italie             | MTN-Qhubeka                   | + 54 s             |
| modifier           |                    |                    |                               |                    |

### 3ea étape
| Classement de l'étape | Classement de l'étape | Classement de l'étape | Classement de l'étape  | Classement de l'étape |
|                       | Coureur               | Pays                  | Équipe                 | Temps                 |
| --------------------- | --------------------- | --------------------- | ---------------------- | --------------------- |
| 1er                   | Alexander Kristoff    | Norvège               | Katusha                | en 2 h 28 min 26 s    |
| 2e                    | André Greipel         | Allemagne             | Lotto-Soudal           | m.t                   |
| 3e                    | Sacha Modolo          | Italie                | Lampre-Merida          | m.t                   |
| 4e                    | Andrea Guardini       | Italie                | Astana                 | m.t                   |
| 5e                    | Jakub Mareczko        | Italie                | Southeast              | m.t                   |
| 6e                    | Raymond Kreder        | Pays-Bas              | Roompot Oranje Peloton | m.t                   |
| 7e                    | Dylan Groenewegen     | Pays-Bas              | Roompot Oranje Peloton | m.t                   |
| 8e                    | Marc Sarreau          | France                | FDJ                    | m.t                   |
| 9e                    | Enrique Sanz          | Espagne               | Movistar               | m.t                   |
| 10e                   | Antoine Demoitié      | Belgique              | Wallonie-Bruxelles     | m.t                   |
| modifier              |                       |                       |                        |                       |

| Classement général | Classement général | Classement général | Classement général            | Classement général |
|                    | Coureur            | Pays               | Équipe                        | Temps              |
| ------------------ | ------------------ | ------------------ | ----------------------------- | ------------------ |
| 1er                | Alexander Kristoff | Norvège            | Katusha                       | en 12 h 1 min 3 s  |
| 2e                 | Stijn Devolder     | Belgique           | Trek Factory Racing           | + 22 s             |
| 3e                 | Lars Bak           | Danemark           | Lotto-Soudal                  | + 23 s             |
| 4e                 | Sean De Bie        | Belgique           | Lotto-Soudal                  | + 26 s             |
| 5e                 | Sven Erik Bystrøm  | Norvège            | Katusha                       | + 32 s             |
| 6e                 | Elia Viviani       | Italie             | Sky                           | + 54 s             |
| 7e                 | André Greipel      | Allemagne          | Lotto-Soudal                  | + 56 s             |
| 8e                 | Gerry Druyts       | Belgique           | Vastgoedservice-Golden Palace | + 56 s             |
| 9e                 | Sacha Modolo       | Italie             | Lampre-Merida                 | + 58 s             |
| 10e                | Stefan Küng        | Suisse             | BMC Racing                    | + 58 s             |
| modifier           |                    |                    |                               |                    |

### 3eb étape
| Classement de l'étape | Classement de l'étape    | Classement de l'étape | Classement de l'étape | Classement de l'étape |
|                       | Coureur                  | Pays                  | Équipe                | Temps                 |
| --------------------- | ------------------------ | --------------------- | --------------------- | --------------------- |
| 1er                   | Bradley Wiggins          | Royaume-Uni           | Sky                   | en 17 min 49 s        |
| 2e                    | Stefan Küng              | Suisse                | BMC Racing            | + 10 s                |
| 3e                    | Alexander Kristoff       | Norvège               | Katusha               | + 18 s                |
| 4e                    | Guillaume Van Keirsbulck | Belgique              | Etixx-Quick Step      | + 18 s                |
| 5e                    | Stijn Devolder           | Belgique              | Trek Factory Racing   | + 19 s                |
| 6e                    | Jesse Sergent            | Nouvelle-Zélande      | Trek Factory Racing   | + 28 s                |
| 7e                    | Luke Durbridge           | Australie             | Orica-GreenEDGE       | + 31 s                |
| 8e                    | Julien Vermote           | Belgique              | Etixx-Quick Step      | + 34 s                |
| 9e                    | Yves Lampaert            | Belgique              | Etixx-Quick Step      | + 35 s                |
| 10e                   | Jens Mouris              | Pays-Bas              | Orica-GreenEDGE       | + 41 s                |
| modifier              |                          |                       |                       |                       |

## Classements finals

### Classement général final
| Classement général final | Classement général final | Classement général final | Classement général final | Classement général final |
|                          | Coureur                  | Pays                     | Équipe                   | Temps                    |
| ------------------------ | ------------------------ | ------------------------ | ------------------------ | ------------------------ |
| 1er                      | Alexander Kristoff       | Norvège                  | Katusha                  | en 12 h 19 min 10 s      |
| 2e                       | Stijn Devolder           | Belgique                 | Trek Factory Racing      | + 23 s                   |
| 3e                       | Bradley Wiggins          | Royaume-Uni              | Sky                      | + 42 s                   |
| 4e                       | Stefan Küng              | Suisse                   | BMC Racing               | + 50 s                   |
| 5e                       | Sean De Bie              | Belgique                 | Lotto-Soudal             | + 58 s                   |
| 6e                       | Lars Bak                 | Danemark                 | Lotto-Soudal             | + 59 s                   |
| 7e                       | Luke Durbridge           | Australie                | Orica-GreenEDGE          | + 1 min 13 s             |
| 8e                       | Julien Vermote           | Belgique                 | Etixx-Quick Step         | + 1 min 16 s             |
| 9e                       | Yves Lampaert            | Belgique                 | Etixx-Quick Step         | + 1 min 17 s             |
| 10e                      | André Greipel            | Allemagne                | Lotto-Soudal             | + 1 min 20 s             |
| modifier                 |                          |                          |                          |                          |

### Classements annexes
| Classement par points | Classement par points | Classement par points | Classement par points | Classement par points |
| --------------------- | --------------------- | --------------------- | --------------------- | --------------------- |
|                       | Coureur               | Pays                  | Équipe                | Point(s)              |
| 1er                   | Alexander Kristoff    | Norvège               | Katusha               | 58 points             |
| 2e                    | Sacha Modolo          | Italie                | Lampre-Merida         | 27 pts                |
| 3e                    | Stijn Devolder        | Belgique              | Trek Factory Racing   | 22 pts                |
| modifier              |                       |                       |                       |                       |

| Classement de la montagne | Classement de la montagne | Classement de la montagne | Classement de la montagne   | Classement de la montagne |
| ------------------------- | ------------------------- | ------------------------- | --------------------------- | ------------------------- |
|                           | Coureur                   | Pays                      | Équipe                      | Point(s)                  |
| 1er                       | Jarl Salomein             | Belgique                  | Topsport Vlaanderen-Baloise | 40 points                 |
| 2e                        | Michael Reihs             | Danemark                  | Cult Energy                 | 20 pts                    |
| 3e                        | Tim De Troyer             | Belgique                  | Wanty-Groupe Gobert         | 19 pts                    |
| modifier                  |                           |                           |                             |                           |

| Classement des rushs | Classement des rushs | Classement des rushs | Classement des rushs          | Classement des rushs |
| -------------------- | -------------------- | -------------------- | ----------------------------- | -------------------- |
|                      | Coureur              | Pays                 | Équipe                        | Point(s)             |
| 1er                  | Michael Vingerling   | Pays-Bas             | 3M                            | 9 points             |
| 2e                   | Gerry Druyts         | Belgique             | Vastgoedservice-Golden Palace | 4 pts                |
| 3e                   | Timothy Stevens      | Belgique             | Vastgoedservice-Golden Palace | 3 pts                |
| modifier             |                      |                      |                               |                      |

| Classement par équipes | Classement par équipes | Classement par équipes | Classement par équipes |
|                        | Équipe                 | Pays                   | Temps                  |
| ---------------------- | ---------------------- | ---------------------- | ---------------------- |
| 1re                    | Lotto-Soudal           | Belgique               | en 37 h 0 min 17 s     |
| 2e                     | Trek Factory Racing    | États-Unis             | + 45 s                 |
| 3e                     | Etixx-Quick Step       | Belgique               | + 46 s                 |
| modifier               |                        |                        |                        |

### UCI Europe Tour
Ces Trois Jours de La Panne attribuent des points pour l'UCI Europe Tour 2015, par équipes seulement aux coureurs des équipes continentales professionnelles et continentales, individuellement à tous les coureurs sauf ceux faisant partie d'une équipe ayant un label WorldTeam.
| Position,          | 1er | 2e | 3e | 4e | 5e | 6e | 7e | 8e | 9e | 10e | 11e | 12e | 13e | 14e | 15e |
| Classement général | 100 | 70 | 40 | 30 | 25 | 20 | 15 | 10 | 9  | 8   | 7   | 6   | 5   | 4   | 3   |
| Par étape          | 20  | 14 | 8  | 7  | 6  | 5  | 4  | 2  |    |     |     |     |     |     |     |
| Leader, par étape  | 10  |    |    |    |    |    |    |    |    |     |     |     |     |     |     |

| Cycliste          | Équipe                 | Général | Étape | Leader | Total |
| ----------------- | ---------------------- | ------- | ----- | ------ | ----- |
| Raymond Kreder    | Roompot Oranje Peloton | -       | 9     | -      | 9     |
| Shane Archbold    | Bora-Argon 18          | -       | 8     | -      | 8     |
| Antoine Demoitié  | Wallonie-Bruxelles     | -       | 7     | -      | 7     |
| Jakub Mareczko    | Southeast              | -       | 6     | -      | 6     |
| Kristian Sbaragli | MTN-Qhubeka            | -       | 5     | -      | 5     |
| Dylan Groenewegen | Roompot Oranje Peloton | -       | 4     | -      | 4     |

## Évolution des classements
| Étape              | Vainqueur          | Classement général | Classement par points | Classement de la montagne | Classement des rushs | Classement par équipes | Coureur le plus combatif |
| ------------------ | ------------------ | ------------------ | --------------------- | ------------------------- | -------------------- | ---------------------- | ------------------------ |
| 1                  | Alexander Kristoff | Alexander Kristoff | Alexander Kristoff    | Jarl Salomein             | Lars Bak             | Lotto-Soudal           | Jens Debusschere         |
| 2                  | Alexander Kristoff | Alexander Kristoff | Alexander Kristoff    | Jarl Salomein             | Michael Vingerling   | Lotto-Soudal           | Gerry Druyts             |
| 3a                 | Alexander Kristoff | Alexander Kristoff | Alexander Kristoff    | Jarl Salomein             | Michael Vingerling   | Lotto-Soudal           | Kévin Van Melsen         |
| 3b                 | Bradley Wiggins    | Alexander Kristoff | Alexander Kristoff    | Jarl Salomein             | Michael Vingerling   | Lotto-Soudal           | Non décerné              |
| Classements finals | Classements finals | Alexander Kristoff | Alexander Kristoff    | Jarl Salomein             | Michael Vingerling   | Lotto-Soudal           | Mattia Pozzo             |

## Liste des participants
- Liste de départ complète

| Etixx-Quick Step EQS               | Etixx-Quick Step EQS           | Etixx-Quick Step EQS |
| ---------------------------------- | ------------------------------ | -------------------- |
| Num                                | Coureur                        | Pos                  |
| 1                                  | Iljo Keisse (BEL)              | NP-3b                |
| 2                                  | Yves Lampaert (BEL)            | 9e                   |
| 3                                  | Fabio Sabatini (ITA)           | 27e                  |
| 4                                  | Mark Renshaw (AUS)             | 49e                  |
| 5                                  | Guillaume Van Keirsbulck (BEL) | 36e                  |
| 6                                  |                                |                      |
| 7                                  | Julien Vermote (BEL)           | 8e                   |
| 8                                  |                                |                      |
| Directeur sportif : Rik Van Slycke |                                |                      |

| Sky SKY                           | Sky SKY                     | Sky SKY |
| --------------------------------- | --------------------------- | ------- |
| Num                               | Coureur                     | Pos     |
| 11                                | Bernhard Eisel (AUT)        | NP-3b   |
| 12                                | Andrew Fenn (GBR)           | 43e     |
| 13                                | Christian Knees (GER)       | 17e     |
| 14                                | Danny Pate (USA)            | AB-3a   |
| 15                                | Nathan Earle (AUS)          | NP-3b   |
| 16                                | Christopher Sutton (AUS)    | NP-3b   |
| 17                                | Elia Viviani (ITA)          | 11e     |
| 18                                | Bradley Wiggins (GBR) (Clm) | 3e      |
| Directeur sportif : Gabriel Rasch |                             |         |

| Lotto-Soudal # LTS              | Lotto-Soudal # LTS             | Lotto-Soudal # LTS |
| ------------------------------- | ------------------------------ | ------------------ |
| Num                             | Coureur                        | Pos                |
| 21                              | Kris Boeckmans (BEL)           | AB-2               |
| 22                              | Lars Bak (DEN)                 | 6e                 |
| 23                              | Sean De Bie (BEL)              | 5e                 |
| 24                              | Jens Debusschere (BEL) (Route) | AB-2               |
| 25                              |                                |                    |
| 26                              | André Greipel (GER) (Route)    | 10e                |
| 27                              | Pim Ligthart (NED)             | 44e                |
| 28                              | Boris Vallée (BEL)             | 15e                |
| Directeur sportif : Bart Leysen |                                |                    |

| Astana AST                          | Astana AST                  | Astana AST |
| ----------------------------------- | --------------------------- | ---------- |
| Num                                 | Coureur                     | Pos        |
| 31                                  | Maxat Ayazbayev (KAZ)       | NP-3b      |
| 32                                  | Laurens De Vreese (BEL)     | 48e        |
| 33                                  | Daniil Fominykh (KAZ) (Clm) | NP-3b      |
| 34                                  | Dmitriy Gruzdev (KAZ)       | 12e        |
| 35                                  | Andrea Guardini (ITA)       | 74e        |
| 36                                  | Arman Kamyshev (KAZ)        | NP-3b      |
| 37                                  | Alexey Lutsenko (KAZ)       | 14e        |
| 38                                  | Lars Boom (NED)             | AB-3a      |
| Directeur sportif : Gorazd Štangelj |                             |            |

| FDJ                                  | FDJ                         | FDJ   |
| ------------------------------------ | --------------------------- | ----- |
| Num                                  | Coureur                     | Pos   |
| 41                                   | William Bonnet (FRA)        | 64e   |
| 42                                   | David Boucher (FRA)         | 81e   |
| 43                                   | Sébastien Chavanel (FRA)    | 62e   |
| 44                                   | Mickaël Delage (FRA)        | 79e   |
| 45                                   | Arnaud Démare (FRA) (Route) | NP-3a |
| 46                                   | Matthieu Ladagnous (FRA)    | 16e   |
| 47                                   | Johan Le Bon (FRA)          | AB-2  |
| 48                                   | Marc Sarreau (FRA)          | 80e   |
| Directeur sportif : Frédéric Guesdon |                             |       |

| Lampre-Merida LAM                | Lampre-Merida LAM                 | Lampre-Merida LAM |
| -------------------------------- | --------------------------------- | ----------------- |
| Num                              | Coureur                           | Pos               |
| 51                               | Filippo Pozzato (ITA)             | NP-3a             |
| 52                               | Nélson Oliveira (POR) (Route/Clm) | 45e               |
| 53                               | Davide Cimolai (ITA)              | AB-3a             |
| 54                               | Sacha Modolo (ITA)                | 25e               |
| 55                               | Roberto Ferrari (ITA)             | 38e               |
| 56                               | Luka Pibernik (SLO)               | 106e              |
| 57                               | Maximiliano Richeze (ARG)         | 60e               |
| 58                               |                                   |                   |
| Directeur sportif : Mario Scirea |                                   |                   |

| Orica-GreenEDGE OGE                 | Orica-GreenEDGE OGE       | Orica-GreenEDGE OGE |
| ----------------------------------- | ------------------------- | ------------------- |
| Num                                 | Coureur                   | Pos                 |
| 61                                  | Adam Blythe (GBR)         | NP-3b               |
| 62                                  | Luke Durbridge (AUS)      | 7e                  |
| 63                                  | Damien Howson (AUS)       | NP-3b               |
| 64                                  | Michael Hepburn (AUS)     | AB-3a               |
| 65                                  | Leigh Howard (AUS)        | NP-3b               |
| 66                                  | Jens Keukeleire (BEL)     | NP-3a               |
| 67                                  | Jens Mouris (NED)         | 84e                 |
| 68                                  | Magnus Cort Nielsen (DEN) | 23e                 |
| Directeur sportif : Laurenzo Lapage |                           |                     |

| BMC Racing BMC                      | BMC Racing BMC           | BMC Racing BMC |
| ----------------------------------- | ------------------------ | -------------- |
| Num                                 | Coureur                  | Pos            |
| 71                                  |                          |                |
| 72                                  | Campbell Flakemore (AUS) | NP-3b          |
| 73                                  | Stefan Küng (SUI)        | 4e             |
| 74                                  | Klaas Lodewyck (BEL)     | NP-3b          |
| 75                                  | Manuel Quinziato (ITA)   | 22e            |
| 76                                  | Joey Rosskopf (USA)      | 90e            |
| 77                                  | Danilo Wyss (SUI)        | 24e            |
| 78                                  | Rick Zabel (GER)         | 28e            |
| Directeur sportif : Jackson Stewart |                          |                |

| Katusha KAT                         | Katusha KAT                    | Katusha KAT |
| ----------------------------------- | ------------------------------ | ----------- |
| Num                                 | Coureur                        | Pos         |
| 81                                  | Sven Erik Bystrøm (NOR)        | 13e         |
| 82                                  | Jacopo Guarnieri (ITA)         | NP-3b       |
| 83                                  | Marco Haller (AUT)             | NP-3b       |
| 84                                  | Luca Paolini (ITA)             | NP-3a       |
| 85                                  | Alexander Kristoff (NOR)       | 1er         |
| 86                                  | Alexander Porsev (RUS) (Route) | NP-3b       |
| 87                                  | Rüdiger Selig (GER)            | AB-2        |
| 88                                  | Gatis Smukulis (LAT) (Clm)     | AB-2        |
| Directeur sportif : Torsten Schmidt |                                |             |

| Trek Factory Racing TFR        | Trek Factory Racing TFR | Trek Factory Racing TFR |
| ------------------------------ | ----------------------- | ----------------------- |
| Num                            | Coureur                 | Pos                     |
| 91                             | Stijn Devolder (BEL)    | 2e                      |
| 92                             | Grégory Rast (SUI)      | 31e                     |
| 93                             | Hayden Roulston (NZL)   | NP-3b                   |
| 94                             | Jesse Sergent (NZL)     | 88e                     |
| 95                             | Jasper Stuyven (BEL)    | NP-3a                   |
| 96                             | Boy van Poppel (NED)    | NP-2                    |
| 97                             | Danny van Poppel (NED)  | 94e                     |
| 98                             | Gert Steegmans (BEL)    | AB-1                    |
| Directeur sportif : Dirk Demol |                         |                         |

| Movistar MOV                                   | Movistar MOV            | Movistar MOV |
| ---------------------------------------------- | ----------------------- | ------------ |
| Num                                            | Coureur                 | Pos          |
| 101                                            |                         |              |
| 102                                            | John Gadret (FRA)       | AB-1         |
| 103                                            |                         |              |
| 104                                            | Juan José Lobato (ESP)  | AB-1         |
| 105                                            | Dayer Quintana (COL)    | 93e          |
| 106                                            | Enrique Sanz (ESP)      | 75e          |
| 107                                            | Jasha Sütterlin (GER)   | 46e          |
| 108                                            | Francisco Ventoso (ESP) | 71e          |
| Directeur sportif : José Vicente García Acosta |                         |              |

| Europcar EUC                          | Europcar EUC              | Europcar EUC |
| ------------------------------------- | ------------------------- | ------------ |
| Num                                   | Coureur                   | Pos          |
| 111                                   | Giovanni Bernaudeau (FRA) | 96e          |
| 112                                   | Antoine Duchesne (CAN)    | 20e          |
| 113                                   | Jimmy Engoulvent (FRA)    | 85e          |
| 114                                   | Yohann Gène (FRA)         | AB-3a        |
| 115                                   | Vincent Jérôme (FRA)      | 39e          |
| 116                                   | Morgan Lamoisson (FRA)    | NP-3b        |
| 117                                   | Yannick Martinez (FRA)    | 21e          |
| 118                                   | Tony Hurel (FRA)          | 66e          |
| Directeur sportif : Dominique Arnould |                           |              |

| Androni Giocattoli AND              | Androni Giocattoli AND     | Androni Giocattoli AND |
| ----------------------------------- | -------------------------- | ---------------------- |
| Num                                 | Coureur                    | Pos                    |
| 121                                 | Oscar Gatto (ITA)          | AB-2                   |
| 122                                 | Marco Bandiera (ITA)       | 87e                    |
| 123                                 | Francesco Chicchi (ITA)    | NP-3b                  |
| 124                                 | Tiziano Dall'Antonia (ITA) | AB-2                   |
| 125                                 | Marco Frapporti (ITA)      | AB-3a                  |
| 126                                 |                            |                        |
| 127                                 | František Padour (CZE)     | NP-3b                  |
| 128                                 | Fabio Taborre (ITA)        | AB-1                   |
| Directeur sportif : Giovanni Ellena |                            |                        |

| MTN-Qhubeka MTN                       | MTN-Qhubeka MTN          | MTN-Qhubeka MTN |
| ------------------------------------- | ------------------------ | --------------- |
| Num                                   | Coureur                  | Pos             |
| 131                                   | Theo Bos (NED)           | AB-3a           |
| 132                                   | Serge Pauwels (BEL)      | 101e            |
| 133                                   | Nicolas Dougall (RSA)    | 95e             |
| 134                                   | Youcef Reguigui (ALG)    | 32e             |
| 135                                   | Kristian Sbaragli (ITA)  | 37e             |
| 136                                   | Jay Robert Thomson (RSA) | 100e            |
| 137                                   | Andreas Stauff (GER)     | 83e             |
| 138                                   | Matthew Brammeier (IRL)  | NP-3a           |
| Directeur sportif : Michel Cornelisse |                          |                 |

| Cult Energy CLT                    | Cult Energy CLT        | Cult Energy CLT |
| ---------------------------------- | ---------------------- | --------------- |
| Num                                | Coureur                | Pos             |
| 141                                | Russell Downing (GBR)  | NP-3b           |
| 142                                | Karel Hník (CZE)       | AB-2            |
| 143                                | Martin Mortensen (DEN) | 82e             |
| 144                                | Mads Pedersen (DEN)    | 68e             |
| 145                                |                        |                 |
| 146                                | Michael Reihs (DEN)    | 59e             |
| 147                                | Troels Vinther (DEN)   | 61e             |
| 148                                |                        |                 |
| Directeur sportif : André Steensen |                        |                 |

| Topsport Vlaanderen-Baloise TSV       | Topsport Vlaanderen-Baloise TSV | Topsport Vlaanderen-Baloise TSV |
| ------------------------------------- | ------------------------------- | ------------------------------- |
| Num                                   | Coureur                         | Pos                             |
| 151                                   | Stijn Steels (BEL)              | 51e                             |
| 152                                   | Kenny De Ketele (BEL)           | NP-3b                           |
| 153                                   | Jarl Salomein (BEL)             | 70e                             |
| 154                                   | Amaury Capiot (BEL)             | NP-3b                           |
| 155                                   | Pieter Vanspeybrouck (BEL)      | 56e                             |
| 156                                   | Tim Declercq (BEL)              | 57e                             |
| 157                                   | Jonas Rickaert (BEL)            | 67e                             |
| 158                                   | Bert Van Lerberghe (BEL)        | 40e                             |
| Directeur sportif : Walter Planckaert |                                 |                                 |

| Bora-Argon 18 BOA                    | Bora-Argon 18 BOA         | Bora-Argon 18 BOA |
| ------------------------------------ | ------------------------- | ----------------- |
| Num                                  | Coureur                   | Pos               |
| 161                                  | Sam Bennett (IRL)         | NP-1              |
| 162                                  | Shane Archbold (NZL)      | 50e               |
| 163                                  | Ralf Matzka (GER)         | 65e               |
| 164                                  | Christoph Pfingsten (GER) | 41e               |
| 165                                  | Andreas Schillinger (GER) | 53e               |
| 166                                  | Michael Schwarzmann (GER) | 72e               |
| 167                                  | Björn Thurau (GER)        | AB-3a             |
| 168                                  | Scott Thwaites (GBR)      | AB-2              |
| Directeur sportif : Enrico Poitschke |                           |                   |

| Wanty-Groupe Gobert WGG                      | Wanty-Groupe Gobert WGG   | Wanty-Groupe Gobert WGG |
| -------------------------------------------- | ------------------------- | ----------------------- |
| Num                                          | Coureur                   | Pos                     |
| 171                                          | Tim De Troyer (BEL)       | 78e                     |
| 172                                          | Lander Seynaeve (BEL)     | NP-3b                   |
| 173                                          | Frederik Backaert (BEL)   | 18e                     |
| 174                                          | Jan Ghyselinck (BEL)      | 89e                     |
| 175                                          | Roy Jans (BEL)            | AB-1                    |
| 176                                          | Kévin Van Melsen (BEL)    | NP-3b                   |
| 177                                          | Fréderique Robert (BEL)   | 91e                     |
| 178                                          | James Vanlandschoot (BEL) | NP-3b                   |
| Directeur sportif : Hilaire Van der Schueren |                           |                         |

| Bardiani CSF BAR                  | Bardiani CSF BAR         | Bardiani CSF BAR |
| --------------------------------- | ------------------------ | ---------------- |
| Num                               | Coureur                  | Pos              |
| 181                               | Alessandro Tonelli (ITA) | AB-1             |
| 182                               | Enrico Barbin (ITA)      | NP-3b            |
| 183                               | Enrico Battaglin (ITA)   | NP-3b            |
| 184                               | Sonny Colbrelli (ITA)    | 19e              |
| 185                               | Andrea Piechele (ITA)    | NP-3b            |
| 186                               | Nicola Ruffoni (ITA)     | NP-3b            |
| 187                               | Paolo Simion (ITA)       | NP-3b            |
| 188                               |                          |                  |
| Directeur sportif : Mirko Rossato |                          |                  |

| Nippo-Vini Fantini NIP            | Nippo-Vini Fantini NIP     | Nippo-Vini Fantini NIP |
| --------------------------------- | -------------------------- | ---------------------- |
| Num                               | Coureur                    | Pos                    |
| 191                               | Eduard-Michael Grosu (ROU) | AB-1                   |
| 192                               | Shiki Kuroeda (JPN)        | NP-3b                  |
| 193                               | Alessandro Malaguti (ITA)  | 54e                    |
| 194                               | Nicolas Marini (ITA)       | 98e                    |
| 195                               | Mattia Pozzo (ITA)         | NP-3b                  |
| 196                               | Riccardo Stacchiotti (ITA) | 26e                    |
| 197                               | Antonio Viola (ITA)        | AB-3a                  |
| 198                               | Genki Yamamoto (JPN)       | AB-3a                  |
| Directeur sportif : Mario Manzoni |                            |                        |

| Southeast STH                     | Southeast STH           | Southeast STH |
| --------------------------------- | ----------------------- | ------------- |
| Num                               | Coureur                 | Pos           |
| 201                               | Rafael Andriato (BRA)   | 35e           |
| 202                               | Andrea Dal Col (ITA)    | AB-2          |
| 203                               | Mauro Finetto (ITA)     | AB-3a         |
| 204                               | Giuseppe Fonzi (ITA)    | 63e           |
| 205                               | Francesco Gavazzi (ITA) | 33e           |
| 206                               | Jakub Mareczko (ITA)    | NP-3b         |
| 207                               | Mirko Tedeschi (ITA)    | 105e          |
| 208                               | Eugert Zhupa (ALB)      | 69e           |
| Directeur sportif : Serge Parsani |                         |               |

| Roompot Oranje Peloton ROP        | Roompot Oranje Peloton ROP | Roompot Oranje Peloton ROP |
| --------------------------------- | -------------------------- | -------------------------- |
| Num                               | Coureur                    | Pos                        |
| 211                               | Johnny Hoogerland (NED)    | 42e                        |
| 212                               | Berden de Vries (NED)      | 99e                        |
| 213                               | Dylan Groenewegen (NED)    | 97e                        |
| 214                               | Tim Kerkhof (NED)          | 77e                        |
| 215                               | Raymond Kreder (NED)       | 29e                        |
| 216                               | Wesley Kreder (NED)        | 58e                        |
| 217                               | Ivar Slik (NED)            | NP-3b                      |
| 218                               | Brian van Goethem (NED)    | 47e                        |
| Directeur sportif : Erik Breukink |                            |                            |

| Vastgoedservice-Golden Palace VGS | Vastgoedservice-Golden Palace VGS | Vastgoedservice-Golden Palace VGS |
| --------------------------------- | --------------------------------- | --------------------------------- |
| Num                               | Coureur                           | Pos                               |
| 221                               | Dennis Coenen (BEL)               | 30e                               |
| 222                               | Sander Cordeel (BEL)              | 52e                               |
| 223                               | Gerry Druyts (BEL)                | 34e                               |
| 224                               | Kevin Peeters (BEL)               | NP-3b                             |
| 225                               | Kevin Hulsmans (BEL)              | NP-3b                             |
| 226                               | Rob Ruijgh (NED)                  | AB-1                              |
| 227                               | Timothy Stevens (BEL)             | 102e                              |
| 228                               | Alphonse Vermote (BEL)            | 73e                               |
| Directeur sportif : Roger Loysch  |                                   |                                   |

| 3M MMM                              | 3M MMM                     | 3M MMM |
| ----------------------------------- | -------------------------- | ------ |
| Num                                 | Coureur                    | Pos    |
| 231                                 | Jaap de Man (NED)          | NP-3b  |
| 232                                 | Christophe Sleurs (BEL)    | AB-1   |
| 233                                 | Fabrice Mels (BEL)         | NP-3b  |
| 234                                 | Dimitri Peyskens (BEL)     | 92e    |
| 235                                 | Geert van der Weijst (NED) | NP-3b  |
| 236                                 | Melvin van Zijl (NED)      | NP-3b  |
| 237                                 | Emiel Vermeulen (BEL)      | 103e   |
| 238                                 | Michael Vingerling (NED)   | 76e    |
| Directeur sportif : Bernard Moerman |                            |        |

| Wallonie-Bruxelles WBC             | Wallonie-Bruxelles WBC  | Wallonie-Bruxelles WBC |
| ---------------------------------- | ----------------------- | ---------------------- |
| Num                                | Coureur                 | Pos                    |
| 241                                | Olivier Chevalier (BEL) | NP-3a                  |
| 242                                | Ludwig De Winter (BEL)  | NP-3b                  |
| 243                                | Antoine Demoitié (BEL)  | 55e                    |
| 244                                | Jonathan Dufrasne (BEL) | 86e                    |
| 245                                | Loïc Pestiaux (BEL)     | NP-3b                  |
| 246                                | Gaëtan Pons (BEL)       | NP-3b                  |
| 247                                | Julien Stassen (BEL)    | 104e                   |
| 248                                | Antoine Warnier (BEL)   | NP-3b                  |
| Directeur sportif : Alexandre Abel |                         |                        |